# Образование на Сент-Китсе и Невисе
В соответствии с Законом об образовании 1976 года, образование в Сент-Китсе и Невисе является обязательным для детей в возрасте от 5 до 16 лет. В 1997 году общий показатель охвата начальным образованием составлял 97,6 процента, а чистый показатель охвата начальным образованием - 88,6 процента. Показатели посещаемости начальной школы в Сент-Китсе и Невисе в 2001 году были недоступны. Хотя показатели охвата школьным образованием указывают на уровень приверженности к образованию, они не всегда отражают участие детей в учебе.

## Высшее образование
К числу университетов и других высших учебных заведений, действующих в Сент-Китсе и Невисе, относятся:
- Колледж Кларенса Фицроя Брайанта
- Международный университет последипломного образования
- Международный университет медицинских наук
- Американский медицинский университет
- Школа ветеринарной медицины Университета Росса
- Международный университет сестринского дела Росса
- Медицинский университет Святой Терезы (Сент-Китс)
- Университет медицины и медицинских наук
- Открытый кампус Вест-Индского университета (Сент-Китс)
- Медицинский факультет Виндзорского университета
- Панамериканский университет естественной медицины (Монашеский/онлайн)
- Технологический университет STC
- Зарубежный кампус Технологического университета STC в Мьянме